# Juan Carlos Navarro (polityk)
Juan Carlos Navarro (ur. 19 października 1961) – panamski polityk, biznesmen i ekolog, burmistrz Panamy od 1999.

## Edukacja i działalność ekologiczna
Navarro ukończył studia B.A. (licencjat) na Dartmouth College, a następnie studia magisterskie z zakresu polityki publicznej na Harvard University w 1985.
W 1985 założył i Narodowe Stowarzyszenie Ochrony Przyrody (ANCON), pozarządową organizację panamską, która stała się jedną z najważniejszych grup ekologicznych w Ameryce Łacińskiej.
W 1990 został wybrany do Światowej Unii Ochrony Przyrody (World Conservation Union) jako regionalny radny Ameryki Łacińskiej. W 1994 uzyskał reelekcję na tym stanowisku. W 1998 opublikował książkę "Parki Narodowe Panamy", która była pierwszą tak wszechstronną pracą na ten temat.

## Kariera polityczna
Juan Carlos Navarro przystąpił do Rewolucyjnej Partii Demokratycznej (PRD, Partido Revolucionario Democrático) w kwietniu 1998. W sierpniu 2002 został wybrany w skład 9-osobowego Komitetu Wykonawczego, najważniejszego ciała zarządzającego partią.
W październiku 1998 Navarro wygrał wewnątrzpartyjne prawybory i został kandydatem PRD do urzędu burmistrza miasta Panamy. W maju 1999 wygrał wybory i objął urząd burmistrza miasta na 5-letnią kadencję. W kolejnych wyborach w maju 2004 uzyskał reelekcję. Jego mandat upływa w 2009. W roku 2001, 2003 i 2005 Navarro był wybierany prezydentem Narodowego Stowarzyszenia Burmistrzów. W 2001 otrzymał nagrodę od prestiżowego Botanic Reseach Institut of Texas (BRIT) za swój wkład w ochronę przyrody.
Juan Carlos Navarro zdecydował się kandydować w prawyborach partii PRD, które miały wyłonić kandydata w wyborach prezydenckich w maju 2009. Według sondaży z kwietnia 2008, Navarro posiadał poparcie na poziomie ok. 13% głosów. W partyjnych prawyborach 7 września 2008 zajął jednak drugie miejsce, zdobywając 39% głosów delegatów. Kandydatem prezydenckim PRD została minister Balbina Herrera, która otrzymała prawie 49% głosów.